# Arcangelo Magli
Arcangelo Magli (Supersano, 18 febbraio 1890 – 19 aprile 1969) è stato un politico italiano.

## Biografia
Esponente pugliese della Democrazia Cristiana, fu eletto senatore della Repubblica Italiana nella I legislatura, restando in carica dal 1948 al 1953.